# Monoxer
Monoxer(モノグサ、ものぐさ)とは、モノグサ株式会社の提供する教育アプリである。

## 概要
主要五教科の記憶補助アプリケーションだが、独自のプログラムにより「定着」を重視していることを特徴として謡っている。
アプリ利用者は、自分で選択したか、あるいは通校中のMonoxerを利用している学校、塾などから与えられる「タスク」を、日々規定された量行うことになる。
タスクでは5択で回答する問題、あるいは英語では入力によって回答する、リスニング問題など様々な種類の問題がタスクによって出題され、利用者はそれらに答える事でタスクを進行していく。
タスクは、問題ごとの正答率や回答までの時間、正答数によってパーセンテージが進み、100％でそのタスクは終了となる。
また、AIによる「記憶度×忘却速度」の測定によって、適切なタイミングで過去に解いた問題が再度出題され、記憶を定着させられるとしている。

## 教育利用
複数の学校、学習塾で、Monoxerの学習カリキュラムへの導入が行われている。
この場合、学校あるいは塾は「クラス」あるいは「スクール」といったアプリ内グループを作成し、生徒を所属させる。それらのグループにおいて学校や塾は管理者となり、生徒のMonoxerの進捗状況、例えばタスクの進行度や学習回数、正答率などを閲覧できるようになる。
以下は導入校、塾の一例である。

### 高等学校
- 浦和麗明高等学校
- 宝仙学園
- 東海大学菅生高等学校

### 大学
- 成城大学

### 学習塾
- 英進館
- 湘南ゼミナール
- プリンス進学院
- 明光義塾
- 代々木ゼミナール
- リード進学塾・リード予備校